# Ripiphorus zeschi
Ripiphorus zeschi is een keversoort uit de familie waaierkevers (Rhipiphoridae). De wetenschappelijke naam van de soort is voor het eerst geldig gepubliceerd in 1880 door LeConte.